# 삼성 갤럭시 윈
삼성 갤럭시 윈은 삼성 갤럭시 시리즈의 하나로 삼성전자(주)에서 개발한 보급형 스마트폰이다. SK텔레콤과 유플러스에서 개통할 수 있다. 2013년 11월에 출시하였다.